# 쇼욤 라슬로
쇼욤 라슬로(헝가리어: Sólyom László, 1942년 1월 3일~2023년 10월 8일)은 헝가리의 정치인으로, 제3대 헝가리의 대통령(2005~2010)을 지냈다.
페치 출신이며, 페치 대학교에서 법학을 전공하였다. 여러 대학교에서 법학 교수로 있었고, 환경보호 관련 법률 전문가로 활동하였다. 1989년 헌법재판소 재판관으로 임명되었고, 1990년 헌법재판소장이 되어 1998년까지 재직했다. 재직 중 환경 및 인권 분야에서 큰 공적을 세워 명성을 얻었다.
2005년 의회의 간선 대통령 선거 출마 권유를 받아 무소속으로 출마하여 1989년 민주화 이후 제3대 대통령으로 당선되었다. 2006년 총리 주르차니 페렌츠에 대한 해임 요구가 거세지자, 의회에 주르차니의 해임을 요구했으나, 의회의 다수를 점한 헝가리 사회당의 반대로 주르차니는 총리직을 유지하였다.

## 역대 선거 결과
| 선거명      | 직책명          | 대수 | 정당   | 1차 득표율 | 1차 득표수 | 2차 득표율 | 2차 득표수 | 3차 득표율 | 3차 득표수 | 결과 | 당락 |
| ----------- | --------------- | ---- | ------ | ---------- | ---------- | ---------- | ---------- | ---------- | ---------- | ---- | ---- |
| 2005년 선거 | 헝가리의 대통령 | 3대  | 무소속 | 3.3%       | 13표       | 48.0%      | 185표      | 47.9%      | 185표      | 1위  |      |